# 106. Infanterie-Division (Wehrmacht)
Die 106. Infanterie-Division (106. ID) war ein militärischer Großverband der deutschen Wehrmacht im Zweiten Weltkrieg.

## Geschichte
Einsatzgebiete:
- Deutschland: November 1940 bis Juni 1941
- Ostfront, Zentralabschnitt: Juni 1941 bis April 1942
- Frankreich: April 1942 bis April 1943
- Ostfront, Südabschnitt: April 1943 bis August 1944
- Süddeutschland: März bis Mai 1945

### Aufstellung
Die 106. ID wurde am 12. November 1940 als Teil der 12. Aufstellungswelle auf dem Truppenübungsplatz Wahn (Köln) im Wehrkreis VI (Westfalen und Rheinland) aufgestellt. Das Personal wurde zu einem Drittel aus der 6. ID, zu einem Drittel aus der 26. ID und zwei Wachbataillonen aus dem Infanterie-Regiment 205 gestellt. 

### Einsatz in der Heimat
Ursprünglich als Teil der 11. Armee vorgesehen, verrichtete die 106. ID hauptsächlich Sicherungsaufgaben in Deutschland.

### Verlegung in den Osten
Der Einsatz beim Angriff auf die Sowjetunion im Juni 1941 war der erste Kampfeinsatz des Verbands.
Im Verband der Heeresgruppe Mitte, des XXXXII. Korps und der Panzergruppe 2 nahm die Division vom Juli bis Oktober 1941 am Vormarsch auf Smolensk teil. Am 27. Juli 1941 stieß sie auf Demidow nördlich von Smolensk vor und kämpfte dann mit der Panzergruppe 3 in der Schlacht von Wjasma. Im Winter 1941 nahm die 106. ID an der Schlacht um Klin während des Angriffs auf Moskau teil. Der sowjetische Kavallerieangriff von Mussino kurz vor Moskau wurde mit Geschützen des AR 107 niedergeschlagen. Am 16. November 1941 erreichte die Division während des Unternehmens Taifun Kuseewa und fing am 11. Dezember 1941 den sowjetischen Gegenangriff bei Solnechnogorsk ab. Während des gesamten Dezembers kämpfte die Division in einem Frontbogen bei Krasnaja Poljana und wurde in schwere Gefechte verwickelt.

### Auffrischung in Frankreich
Im März 1942 wurde die Division zur Auffrischung ihrer erlittenen Verluste nach Frankreich verlegt.

### Unternehmen Zitadelle
Im April 1943 kehrte die 106. ID an die Ostfront zurück und war als Teil der Armeeabteilung Kempf an der Panzerschlacht von Kursk beteiligt. Zusammen mit anderen Verbänden überschritt sie den Donezk-Fluss und erlitt während des gesamten Unternehmens 566 Gefallene, 2667 Verwundete und 44 Vermisste. 

### Vernichtung
Im August 1944 wurde die 106. ID bei Chișinău im heutigen Moldawien vollständig vernichtet, nur wenige Soldaten konnten sich zu den deutschen Linien durchschlagen. 

### Auflösung
Mit Wirkung vom 9. Oktober 1944 wurde sie offiziell aufgelöst.

## Personen
| Dienstzeit                          | Dienstgrad             | Name                   |
| ----------------------------------- | ---------------------- | ---------------------- |
| 28. November 1940 bis 3. Mai 1942   | General der Infanterie | Ernst Dehner           |
| 3. Mai bis 1. November 1942         | Generalleutnant        | Alfons Hitter          |
| 1. November 1942 bis 1. Januar 1943 | Generalleutnant        | Arthur Kullmer         |
| 1. Januar 1943 bis 20. Februar 1944 | Generalleutnant        | Werner Forst           |
| 20. Februar bis 13. August 1944     | Generalleutnant        | Siegfried von Rekowski |
| 13. August bis 1. September 1944    | Oberst                 | Carl Ringenberg        |

| Dienstzeit                          | Dienstgrad     | Name              |
| ----------------------------------- | -------------- | ----------------- |
| 10. Dezember 1940 bis 15. Juni 1943 | Oberstleutnant | Adalbert Wahl     |
| 15. Juni 1943 bis 24. August 1944   | Oberstleutnant | Friedrich Doepner |

## Auszeichnungen
Insgesamt wurden sechs Angehörige der 106. ID mit dem Ritterkreuz ausgezeichnet.

## Gliederung
Veränderungen in der Gliederung der 106. ID von 1940 bis 1944
| 1940                      | 1944                             |
|                           | Grenadier-Regiment 113           |
| Infanterie-Regiment 239   |                                  |
| Infanterie-Regiment 240   | Grenadier-Regiment 240           |
| Infanterie-Regiment 241   |                                  |
|                           | Divisions-Füsilier-Bataillon 106 |
| Artillerie-Regiment 107   | Artillerie-Regiment 107          |
| Pionier-Bataillon 106     | Pionier-Bataillon 106            |
| Panzerjäger-Bataillon 106 | Panzerjäger-Abteilung 106        |
| Nachrichten-Abteilung 106 | Nachrichten-Abteilung 106        |
| Aufklärungs-Bataillon 106 |                                  |
|                           | Feldersatz-Bataillon 107         |
| Nachschubtruppen          | Nachschubtruppen                 |

## Bekannte Divisionsangehörige
- Walter Freytag (1892–1982), war von 1952 bis 1953 als Generalmajor der Kasernierten Volkspolizei Leiter der Hochschule der KVP in Dresden